# Pogodno (album)
Pogodno – pierwszy album muzyczny szczecińskiego zespołu Pogodno.
Płyta została wydana przez wytwórnię Biodro Records.

## Lista utworów
1. "Opowieści Borowika" - 7:30
2. "TV" - 4:15
3. "Santa Claus Helpers" - 4:06
4. "Jak Dzwonek" - 3:44
5. "Hey-Hey" - 2:49
6. "I Swear" - 2:36
7. "Euroseebridge" - 6:59
8. "To Nie Nasza Sprawa" - 4:35
9. "Motyle" - 3:34
10. "Rura" - 5:00
11. "Scyzoryk" - 4:10
12. "Elvis" - 2:33
13. "If" - 2:58

## Wykonawcy
Pogodno
- Jacek Szymkiewicz, wokal, gitara
- Tomasz Kubik, perkusja
- Adam Sołtysik, bas

## Single
- Elvis, 2000